# Mid Lavant
Mid Lavant – wieś w Anglii, w West Sussex. Leży 3,9 km od miasta Chichester i 86,4 km od Londynu. W 2016 miejscowość liczyła 1449 mieszkańców. W 1851 roku civil parish liczyła 284 mieszkańców.